# Bad Homburg vor der Höhe
Bad Homburg vor der Höhe (nome ufficiale: Bad Homburg v.d. Höhe) è una città di 54 996 abitanti abitanti dell'Assia, in Germania. Storica capitale dello Stato di Assia-Homburg.
È capoluogo del circondario dell'Alto Taunus (targa HG), ed una delle sette città dell'Assia a fregiarsi del titolo di "Città con status speciale" (Sonderstatusstadt). 
Bad Homburg è una città termale e congressuale direttamente confinante con Francoforte sul Meno, ed è internazionalmente conosciuta anche per il suo Casinò, denominato "la madre di Monte-Carlo". La città è conosciuta come centro residenziale esclusivo con vari quartieri costituiti da ville prestigiose. Come altre città del Taunus, Bad Homburg è la residenza di molti pendolari che lavorano a Francoforte ma è anche la sede di varie aziende la cui forza lavoro è costituita a sua volta da non residenti.
Secondo i dati del 2012, Bad Homburg ha un indice di potere d'acquisto del 156% rispetto alla media della Germania. In tutto il circondario dell'Alto Taunus solo Königstein con il 191% e Kronberg con il 179% hanno un indice di potere d'acquisto superiore.

## Geografia fisica
Bad Homburg è situata a pochi chilometri a nord di Francoforte ai piedi del Taunus. Si situa ad un'altezza compresa tra i 137 e i 250 metri sul livello del mare, con una media di 194 metri.

## Storia
Il nome della città Homburg deriva dal castello Hohenberg. Il termine "Höhe" (l'altezza) è il nome tradizionale del promontorio del Taunus, quest'ultimo si affermò solo a partire dal XVIII secolo. Il termine "vor der Höhe" significa letteralmente "di fronte all'altezza", cioè [città] sita di fronte al monte del Taunus.
Anticamente denominata città di Homburg, la più antica documentazione circa questa località risale al 1180, e prove archeologiche confermano insiedamenti risalenti a questo periodo. Ebbe importanza storica come capitale dell'Assia-Homburg (per vari secoli fino al 1866) e come primaria città termale soprattutto tra fine Ottocento e inizio Novecento quando assunse il nome attuale (1912).

## Amministrazione

### Suddivisione amministrativa[3]
Bad Homburg si divide in 6 zone (Stadtteil), corrispondenti all'area urbana ("Innenstadt") e a 5 frazioni:
- Innenstadt
- Dornholzhausen
- Gonzenheim
- Kirdorf
- Ober-Erlenbach
- Ober-Eschbach

### Gemellaggi[4]
- Cabourg
- Coira
- Exeter
- Greiz
- Mariánské Lázně
- Mayrhofen
- Mondorf-les-Bains
- Peterhof
- Ragusa
- Terracina
- Spa
- Greiz
- Niš
- Miedzyzdroje
- Jūrmala
- Bad Tölz
- Bad Gottleuba-Berggießhübel
- Béjaïa
- Hinterzarten